# Gaëlle Le Foll
Pour les articles homonymes, voir Le Foll.
Gaëlle Le Foll (née le 27 avril 1991 au Chesnay) est une athlète française, spécialiste de l'heptathlon. 

## Biographie
Elle remporte le concours de l'heptathlon des championnats de France « élite » 2015 à Villeneuve-d'Ascq. 

## Palmarès
- Championnats de France d'athlétisme :
  - vainqueur de l'heptathlon en 2015